# Нафта неньютонівська
Нафта неньютонівська (рос. нефть неньютоновская; англ. non-Newtonian oil; нім. nicht-Newtonsches Erdöl n) — нафта, яка не підлягає лінійному закону в'язкого тертя Ньютона, тобто має в пластових умовах структурно-механічні властивості (граничний градієнт тиску зсуву і структурну в'язкість) внаслідок великого вмісту смол, асфальтенів, парафінів, а також у зв'язку з низькими колекторськими властивостями і значною глинистістю порід. Належить до неньютонівських рідин.
До родовищ із високов'язкими нафтами в Україні, зокрема, належать Яблунівське, Бугруватівське східного нафтогазоносного регіону, Коханівське західного нафтогазоносного регіону.
Протилежне — ньютонівська нафта.